# Hans Molly
Hans Molly (* 1902 in Triest; † 9. November 1994) war ein deutscher Ingenieur und Erfinder auf dem Gebiet der Hydraulik.

## Leben
Molly studierte bis 1928 Maschinenbau an der Technischen Hochschule Dresden bei Professor Karl Kutzbach. Anschließend arbeitete er bis 1935 bei der Zahnradfabrik Friedrichshafen als Konstrukteur und Entwicklungsingenieur, danach bei Askania in Berlin. Nach dem Zweiten Weltkrieg eröffnete er ein eigenes Entwicklungsbüro.
Im Rahmen eines Lehrauftrags dozierte er zwischen 1963 und 1990 an der Universität Karlsruhe über hydrostatische Maschinen und meldete in dieser Zeit mehrere Patente an.
Molly war verheiratet und lebte zuletzt in Malsch bei Karlsruhe.

## Auszeichnungen
Für seine Pionierleistungen auf dem Fachgebiet der Fluidtechnik erhielt Molly 1983 die Ehrendoktorwürde der Rheinisch-Westfälischen Technischen Hochschule Aachen.